# Скрябін Володимир Володимирович
Володимир Володимирович Скрябін (2 (15) липня 1908, місто Лівни Орловської губернії, тепер Орловської області, Російська Федерація — 23 грудня 1988, місто Київ) — український радянський і компартійний діяч, депутат Верховної Ради СРСР 5—6-го скликань, депутат Верховної Ради УРСР 4-го скликання. Член ЦК КПРС у 1961—1966 роках. Кандидат у члени ЦК КПУ в 1952—1960 роках. Член ЦК КПУ в 1960—1966 роках.

## Біографія

Могила Володимира Скрябіна, Байкове кладовище

Народився 2 (15) липня 1908 року в родині залізничного службовця. У 1917—1920 роках — учень народного училища в місті Лівни. З 1920 по 1922 рік працював на приватних осіб у місті Лівни. У 1922 р. родина Скрябіних залишила місто Лівни і мешкала за місцем роботи Володимира Івановича Скрябіна у містах Томську, Маріїнську, Катеринославі, а з 1924 року — в Запоріжжі. У 1924 році вступив до комсомолу.
У серпні 1924 — березні 1927 року — учень школи фабрично-заводського навчання при Запорізькому заводі «Інтернаціонал». У серпні 1927 — серпні 1928 року — клепальник заводу «Інтернаціонал» у місті Запоріжжі.
Член ВКП(б) з липня 1928 року.
У серпні 1928 — серпні 1929 року — секретар комітету ЛКСМУ, у серпні 1929 — січні 1930 року — лаборант механічної лабораторії заводу «Інтернаціонал» у місті Запоріжжі.
У січні — червні 1930 року — студент «профтисячі», у червні 1930 — червні 1935 року — студент відділення холодної обробки металів Запорізького машинобудівного інституту імені В. Я. Чубаря.
У червні — листопаді 1935 року — інженер цеху заводу «Комунар» у місті Запоріжжі.
З 1935 року — в Червоній армії: у листопаді 1935 — листопаді 1936 року — курсант 134-ї механічної бригади РСЧА.
У листопаді 1936 — липні 1938 року — інженер-конструктор, у липні 1938 — січні 1939 року — начальник проектного відділу, у січні — серпні 1939 року — заступник головного механіка Запорізького заводу «Комунар», у серпні 1939 — липні 1940 року — голова заводського комітету профспілки заводу № 29 імені П. І. Баранова у місті Запоріжжі.
10 червня 1940 — 3 жовтня 1941 року — голова виконавчого комітету Запорізької міської ради депутатів трудящих.
Учасник Другої світової війни. У жовтні 1941 року в місті Сталінграді добровольцем вступив до Червоної армії і був направлений Єрмацьким районним військовим комісаріатом у 16-ті стаціонарні авіаційні майстерні. У жовтні 1941 — травні 1943 року — старший авіаційний технік, відповідальний секретар партбюро стаціонарних майстерень 4-ї повітряної армії. У травні 1943 — липні 1946 року — заступник начальника цеху з політичної частини 224-ї авіаційної ремонтної бази дальньої авіації, член партійної комісії 4-ї повітряної армії. У липні 1946 року звільнений у запас.
У жовтні 1946 — січні 1948 року — секретар Запорізького міського комітету КП(б)У з кадрів.
16 січня 1948 — 18 січня 1949 року — голова виконавчого комітету Запорізької міської ради депутатів трудящих.
26 грудня 1948 — 20 березня 1950 року — 2-й секретар Запорізького міського комітету КП(б)У.
20 березня — 18 липня 1950 року — 1-й секретар Запорізького міського комітету КП(б)У.
22 липня 1950 — 10 вересня 1952 року — 2-й секретар Запорізького обласного комітету КП(б)У.
10 вересня 1952 — 3 лютого 1958 року — голова виконавчого комітету Запорізької обласної Ради депутатів трудящих.
20 грудня 1957 — 16 серпня 1962 року — 1-й секретар Запорізького обласного комітету КП(б)У.
15 серпня 1962 — січні 1963 року — 1-й секретар Ростовського обласного комітету КПРС. У січні 1963 — 24 грудня 1964 року — 1-й секретар Ростовського сільського обласного комітету КПРС.
У грудні 1964 — 1969 року — інспектор ЦК КПУ.
З 1969 року — персональний пенсіонер союзного значення. Помер у Києві 23 грудня 1988 року у 80-річному віці. Був кремований, прах похований у колумбарії Байкового кладовища (ділянка № 1, тераса № 3, 50°24′57.17″ пн. ш. 30°30′17.4″ сх. д. / 50.4158806° пн. ш. 30.504833° сх. д.).

## Родина
Батько, Демидов Іван Дмитрович, працював каптерником та касиром залізничної станції Лівни, у 1914 році пропав безвісти. Мати, Говорова Варвара Олексіївна (?-1922) — домогосподарка. Батько-вихователь, Скрябін Володимир Іванович, працював на керівній господарській роботі, був директором Запорізького заводу «Інтернаціонал».
Дружина, Фідря Марія Єрофіївна, походила з селян-бідняків, у дитинстві залишилася без батьків, виховувалась тіткою і працювала у її домогосподарстві, згодом працювала пекарем на Запорізькому хлібозаводі.
Дочка Валентина (1932 р.н.) — стоматолог, син Олександр (1941 р.н.).

## Нагороди
- орден Леніна (26.02.1958)
- орден Червоної Зірки (1944)
- орден Вітчизняної війни 2-го ст.
- орден Трудового Червоного Прапора
- орден «Знак Пошани» (14.07.1978)
- Почесний громадянин міста Запоріжжя (20.10.1978)
- 8 медалей